# James Philip Eagle
James Philip Eagle (10 de Agosto de 1837 - 19 de Dezembro de 1904) foi um político americano que exerceu como o 16° Governador do Arkansas e presidente da Convenção Batista do Sul.

## Biografia
Eagle nasceu no Condado de Maury, Tennessee. Sua família mudou-se para o Arkansas no início de sua vida e estudou nas escolas públicas. Casou-se com Mary Kavanaugh Oldham em 1882. Seu irmão William Kavanaugh Oldham mudou-se para o Arkansas em 1885 e, mais tarde, entrou na política, exercendo como governador interino por um breve período em 1913. Um irmão mais novo, Kies Oldham, exerceu como secretário pessoal de Eagle durante seu mandato como governador.

## Carreira
Eagle foi nomeado vice-xerife do Condado de Prairie, no Arkansas, em 1859, cargo que ocupou até o início da Guerra Civil Americana. Eagle se alistou no Exército dos Estados Confederados e subiu ao posto de coronel. Serviu com a 5ª Infantaria do Arkansas e a 2ª Cavalaria de Rifles do Arkansas. Lutou com o Exército do Tennessee e combateu na maioria das campanhas desse exército desde as batalhas iniciais em Kentucky até a Batalha de Nashville. Eagle foi ferido durante a Campanha de Atlanta.
No final da guerra, Eagle frequentou o Mississippi College por menos de um ano, mas foi forçado a se retirar devido a uma doença. Estudou no ministério e foi consagrado como pastor Batista.
Eagle exerceu como membro da Câmara dos Representantes do Arkansas de 1873 até 1878. Apoiou Baxter durante a Guerra Brooks-Baxter. Eagle exerceu como presidente da câmara em 1875. De 1880 até 1904, exerceu como presidente da Convenção Batista do Estado.
Eagle foi eleito Governador do Arkansas em 1888 e foi reeleito para um segundo mandato em 1890. O governo Eagle se preocupou em atrair imigração e apoio à educação. Eagle simpatizava com o sufrágio feminino e uma vez recebeu Susan B. Anthony no estado, embora não tenha fornecido apoio político ativo.
Eagle foi eleito como presidente da Convenção Batista do Sul em 1902 e foi reeleito para esse cargo mais duas vezes. Continuou a ser ativo na Igreja Batista. Eagle exerceu na comissão do capitólio do estado mas foi demitido pelo Governador Jeff Davis por supostamente fazer campanha para um adversário de Davis. Davis se opôs à construção do novo edifício do Capitólio.

## Morte
Eagle morreu em Little Rock, Arkansas de Insuficiência cardíaca. Eagle está sepultado no histórico Cemitério Mount Holly em Little Rock.